# Petaluma (Californië)
Petaluma is een plaats (city) in de Amerikaanse staat Californië, en valt bestuurlijk gezien onder Sonoma County.

## Demografie
Bij de volkstelling in 2000 werd het aantal inwoners vastgesteld op 54.548.
In 2006 is het aantal inwoners door het United States Census Bureau geschat op 54.660, een stijging van 112 (0.2%).

## Geografie
Volgens het United States Census Bureau beslaat de plaats een oppervlakte van
36,0 km², waarvan 35,7 km² land en 0,3 km² water. Petaluma ligt op ongeveer 9 m boven zeeniveau.
De gelijknamige rivier de Petaluma stroomt door de plaats.

## Geboren
- Joe Enochs, voetballer
- Tim Lounibos, acteur

## Plaatsen in de nabije omgeving
De onderstaande figuur toont nabijgelegen plaatsen in een straal van 16 km rond Petaluma.